# گل‌یری
گل‌یری (به ترکی آذربایجانی: Gölyeri یا نقور Nequr) یک منطقه مسکونی در جمهوری آذربایجان است که در شهرستان یاردیملی واقع شده‌است. گل‌یری ۵۰۸ نفر جمعیت دارد.